# Рижский шиллинг
Рижский шиллинг (солид) — биллонная мелкая монета, чеканившаяся, судя по её легенде, в Риге.
О чеканке монет в Риге впервые упоминается в 1211 году, когда епископ Альберт издал привилегию, согласно которой рижские монеты должны были чеканиться по образцам монет Готланда. После признания в 1581 году власти короля Польши и великого князя литовского Стефана Батория монеты стали чеканиться по польско-литовским образцам. После завоевания Риги в 1622 году шведами монеты чеканились от имени королей Швеции.
Шиллинги (солиды) чеканились от имени нескольких польско-литовских и шведских правителей, в том числе Сигизмунда III, Густава II Адольфа, Кристины, Карла X Густава, Карла XI. Даты на монетах иногда не соответствуют монархам, правившим в то время, а на некоторых монетах год, обозначавшийся последними двумя цифрами, вовсе отсутствует. Значительная часть монет (в том числе с «правильными» датами) чеканились даже не в Риге или Эльблонге, а в Сучаве, что в нынешней Румынии. Наплыв биллонной монеты был так велик, что польский сейм для борьбы с низкопробной монетой дважды (в 1631 и 1633 годах) требовал запрета монет рижской и эльблонгской чеканки.